# Саханская (станция)
Саханская — железнодорожная станция Московской железной дороги на линии Брянск — Орёл (линия однопутная, тепловозная). Расположена в Орловском районе Орловской области между станциями Кромская и Нарышкино. В границах станции располагается платформа 21 км. Станция узловая — отходит соединительная ветвь к станции Лужки-Орловские, обеспечивающая выезд на Елец и Ливны.
Станция не относится ни к одному населенному пункту. Ближайшие населенные пункты — станция как населённый пункт Саханская (0 м), посёлок Саханский (330 м), деревня Красный Сабуровец (1.5 км), село Сабурово (1.8 км). На станции есть вокзал.

## История
Открыта в 1868 году как станция Орловско-Витебской железной дороги, которая соединила Орёл с Брянском, Смоленском, Витебском, а позже и с Ригой.

## Расписание движения
Пассажирское сообщение со станцией обеспечивается исключительно пригородными поездами. Они связывают Саханскую с Орлом, а также райцентрами Орловской области (Нарышкино, Хотынец), а также городами Брянской области — Карачевом и Брянском.
| Маршрут движения | Отправление | Маршрут движения | Отправление |
| ---------------- | ----------- | ---------------- | ----------- |
| Орёл — Брянск    | 5:14        | Брянск — Орёл    | 15:05       |
| Брянск — Орёл    | 7:04        | Орёл — Брянск    | 16:40       |
| Орёл — Брянск    | 8:42        | Брянск — Орёл    | 11:49       |
| Орёл — Брянск    | 13:14       | Брянск — Орёл    | 23:59       |
| Брянск — Орёл    | 18:35       | Орёл — Брянск    | 20:48       |